# Салиев, Аскарбек
Аскарбек Салиев (25 мая 1995) — киргизский футболист, защитник клуба «Дордой».

## Биография

### Клубная карьера
Воспитанник бишкекской «Алга», начал заниматься футболом в 10-летнем возрасте. В 2015 году дебютировал в составе взрослой команды «Алги» в высшей лиге Кыргызстана. В 2016 году стал бронзовым призёром чемпионата страны. Также в составе «Алги» участвовал в матчах Кубка АФК.
В межсезонье 2017/18 годов перешёл в «Дордой». В составе клуба стал чемпионом и обладателем Кубка Кыргызстана 2018 года.

### Карьера в сборной
Выступал за сборные Кыргызстана младших возрастов. В составе молодёжной сборной сыграл один матч на Кубке Содружества 2015 года. В составе олимпийской сборной провёл три матча на Азиатских играх 2018 года.
С 2017 года вызывается в национальную сборную Кыргызстана, в нескольких матчах включался в число запасных, но по состоянию на январь 2019 года ни одного матча не сыграл.